# 古阿
古阿（Gua），是印度贾坎德邦Pashchimi Singhbhum县的一个城镇。总人口10891（2001年）。

## 人口
该地2001年总人口10891人，其中男性5653人，女性5238人；0—6岁人口1552人，其中男795人，女757人；识字率62.75%，其中男性为74.12%，女性为50.48%。